# Baccha
Baccha  es un género de moscas sírfidas en la subfamilia Syrphinae.
Son de tamaño moderado. Las larvas son depredadoras, especialmente de áfidos.

## Especies
- B. bistriatus Kohli, 1987
- B. elongata (Fabricius, 1775)
- B. euryptera Violovitsh, 1976
- B. laphrieformis Violovitsh, 1976
- B. maculata Walker, 1852
- B. nana Violovitsh, 1976
- B. okadomaei Violovitsh, 1976
- B. optata Violovitsh, 1976
- B. perexilis Harris, 1776
- B. sachalinica Violovitsh, 1976
- B. shirakii Violovitsh, 1976
- B. sibirica Violovitsh, 1976
- B. strandi Duda, 1940